# Oncinopus araneus
Oncinopus araneus är en kräftdjursart som först beskrevs av De Haan 1839.  Oncinopus araneus ingår i släktet Oncinopus och familjen Inachidae. Inga underarter finns listade i Catalogue of Life.